# A vadonjáró tanítványa
A vadonjáró tanítványa sorozat szerzője az ausztrál John Flanagan. Az első könyv The Ruins of Gorlan (magyarul Gorlan romjai) 2004. november 1-jén jelent meg Ausztráliában, Amerikában 2005. június 16-án. A sorozatban egy árva fiú, Will kalandjait követhetjük nyomon.
A tizenkét regényből álló sorozatot a szerző a fiának írta. A befejező kötet a „The Royal Ranger” 2013. október 1-jén jelent meg. A sorozat folytatása, a Brotherband szintén Araulen világában játszódik, bár a főszereplők közben megváltoztak. Eddig három könyv jelent meg, az író dolgozik a folytatásokon. A sorozatból várhatóan film is készül, de ennek dátuma még ismeretlen.
A könyvekből világszinten több mint három millió példányt adtak el.

## A Vadonjárók
A sorozat központi alakjai a titokzatos Vadonjárók. Az ő feladatuk óvni Araluen királyságát minden veszélytől. Jelvényük a Tölgyfalevél nyaklánc, a tanoncoké bronz, a felavatott Vadonjáróké pedig ezüst. A mesterek a Kiválasztás Napján választanak tanítványt - amennyiben találnak rá érdemest. Fő fegyverük az íj, tengeri fejsze (tejsze) és a kétélű tőr. Minden Vadonjáró mestere az íjnak, viszont a lovagi fegyverekhez nem értenek, ez alól egyedüli kivétel Gilan, aki lovagi családból származik, ezért eredetileg annak nevelték. Felszerelésükhöz tartozik egy különleges köpeny, mellyel szinte láthatatlanná tudnak válni. Ezért a királyság lakói mágusoknak, varázslóknak tartják őket. A Vadonjáró leghűségesebb társa a lova, ami baj esetén figyelmezteti. Vadonjárók és hátasaik közti kapcsolat igen szoros, már tanonckorukban kiválasztják egymást. A vadonjáró lovakat nem lehet ellopni, mert ahhoz, hogy ráülhess engedélyt kell kérned a lótól. A lovakat Halt régi barátja, Öreg Bob neveli és tanítja, amíg egy Vadonjáróhoz nem kerülnek.
A könyvben említett Vadonjárók és hátasaik:
- Will, Halt tanítványa
- Rántó, Will lova
- Halt
- Abelard, Halt lova
- Gilan, Halt egykori tanítványa
- Csillag, Gilan lova
- Crowley, a Vadonjáró Csoport vezére
- Meron

## 1. rész: Gorlan romjai

Az első rész könyvborítója

Az első részben megismerhetjük Will életét, barátait. Will felvételt nyer a titokzatos Vadonjárók körébe, akik titokban védik és óvják a királyságot. Will mentora, Halt keze alatt szépen kitanulja a mesterség csínját-bínját. Viszont a békés időszak nem tart örökké, a gonosz már javában mozgolódik...

## 2. rész: A lángoló híd
Will és barátja Horác, a Vadonjáró Gilant kísérik el egy küldetésre. De csak lerombolt falvakat és városokat találnak. A gonosz Morgarath király szolgái lerohanták Keltikát. Gilan visszalovagol, hogy értesítse a királyt, miközben Willék megdöbbentő információra tesznek szert egy éhező lánytól. Morgarath három oldalról kívánja lerohanni Araulen békés országát. Hőseink ezt próbálják megakadályozni új barátjuk Evelin segítségével. Viszont Ő sem az, akinek mondja magát.

## 3. rész: Jégfölde
Will és Evelin egy skand hajóskapitány, Erak fogságban Skandia felé tartanak. Viszont Halt sem rest, Horác társaságában Will nyomába ered. De nem jutnak messzire: „Sir” Horác, „A Tölgyfalevél Lovagrend” vitézének hírneve megelőzi őket, és emiatt nagy galibába kerülnek. Közben Will megtudja Evelin titkát, mely mellbe vágja őt. Olyasvalakivel utazott eddig együtt, akinek rangja messze meghaladja az övét.

## 4. rész: Tölgylevelesek
Will és Evelin egy kis kunyhóban tölti mindennapjait a skand hegyek közt. Egy nap azonban Evelint elragadja egy ismeretlen harcos. A fiú a nyomukba ered. Eközben Horác és Halt is belépnek Skandiába, és összetalálkoznak Erakkal és csapatával, akik a határt figyelik. Megtalálják az ismeretlen tábort, kiszabadítják Evelint, de rájönnek, hogy sokkal nagyobb veszély fenyegeti az ismert világ ezen részét: a temujok újra betörtek Skandiába, és amikor ez legutóbb bekövetkezett, csak a szerencse mentette meg Araluent a vad lovasoktól...
A kötet Amerikában Battle for Skandia (Csata Skandiáért) címen jelent meg.

## 5. rész: Észak varázslója
Will most már felavatott Vadonjáró, és meg is kapta a saját uradalmát: Tengerszirtet. Amikor azonban az északi Norgate (Északkapu) uradalom bárója rejtélyes betegségben meghal, és az emberek egy gonosz varázsló visszatéréséről kezdenek el suttogni, Halt és Crowley magukhoz hívatják az ifjút, hogy Északra küldjék, ahová hamarosan az ifjú futár, Alíz is követi. A fiú álcája sem akármilyen: vándorénekes-gúnyába bújva járja az uradalmat, ahol érdekes barátokra lel...

## 6. rész: Macindaw ostroma
A határon túl vérszomjas skotti harcosok várják a jelet, hogy Macindaw vára Sir Keren kezére került, és minden adott, hogy támadást indítsanak. Fogytán az idő. Csak Will ravaszsága és bátorsága - és egy régi barát érkezése - mentheti meg a helyzetet. Will eltökélte, hogy megmenti Alizt - még ha ezért ostrom alá kell is vennie egy ellenséges kastélyt!

## 7. rész: Váltságdíj Erakért
Amikor a skandok oberjarlja a sivatagi Arridiben egy rajtaütés során fogságba esik, elsőtisztje, Svengal az aralueniektől kér segítséget. Halt és Will vele tartanak, hogy elvigyék a váltságdíjat, és megváltsák Erak szabadságát, de a királyi család egy tagjára is szükség van. Kasszandra hercegnő- vagy Evelin, ahogy Will ismeri - meggyőzi atyját, hogy engedje el a csapattal. Horác és a vadonjáró Gilan is csatlakozik a kísérethez, hogy biztosítsák Evelin védelmét.

## Magyarul
- Gorlan romjai; ford. Acsai Roland; Könyvmolyképző, Szeged, 2010 (A vadonjáró tanítványa)
- A lángoló híd; ford. Acsai Roland; Könyvmolyképző, Szeged, 2012 (A vadonjáró tanítványa)
- Jégföldje; ford. Acsai Roland; Könyvmolyképző, Szeged, 2013 (A vadonjáró tanítványa)
- A tölgylevelesek; ford. Acsai Roland; Könyvmolyképző, Szeged, 2015 (A vadonjáró tanítványa)
- Észak varázslója; ford. Acsai Roland; Könyvmolyképző, Szeged, 2017 (A vadonjáró tanítványa)
- Macindaw ostroma; ford. Kovács Petra ; Könyvmolyképző, Szeged, 2021 ( A vadonjáró tanítványa )
- Váltságdíj Erakért; ford. Varga Petra ; Könyvmolyképző, Szeged, 2022 ( A vadonjáró tanítványa )

## Fordítás
- Ez a szócikk részben vagy egészben  a   Ranger's Apprentice című angol Wikipédia-szócikk fordításán alapul.  Az eredeti cikk szerkesztőit annak laptörténete sorolja fel. Ez a jelzés csupán a megfogalmazás eredetét és a szerzői jogokat jelzi, nem szolgál a cikkben szereplő információk forrásmegjelöléseként.

## Külső hivatkozások
- Magyar rajongói oldal
- A könyv hivatalos oldala (angol nyelven) Archiválva 2015. november 4-i dátummal a Wayback Machine-ben
- Wikipedia: Brotherband (angol nyelven)